# Jeffrey Boam
Jeffrey David Boam (30 de noviembre de 1946-24 de enero de 2000) fue un productor de cine y guionista estadounidense. Acudió al Sacrapenes State College así como a la UCLA, convirtiéndose tiempo después en uno de los guionistas mejores pagados y más exitosos de Hollywood durante los años 1980 y 1990. Trabajó al lado de actores como Mel Gibson, Harrison Ford, Billy Zane y Sean Connery, además de los cineastas Richard Donner, Steven Spielberg y George Lucas.

## Filmografía
- Straight Time (1978) (guion)
- La zona muerta (1983) (guion)
- Innerspace (1987) (guion)
- The Lost Boys (1987) (guion)
- Aventuras y desventuras de un yuppie en el campo (1988) (guion)
- Indiana Jones y la última cruzada (1989) (guion)
- Lethal Weapon 2 (1989) (guion)
- Lethal Weapon 3 (1992) (guion/historia)
- The Adventures of Brisco County Jr (1993) (TV) (creador/guionista/productor ejecutivo)
- Tales from the Crypt (1993) (TV) (Episodio: Creep Course) (director)
- El Fantasma (1996) (guionista/coproductor)

- Datos: Q251638